# Bridei VII dei Pitti
Bridei (in gaelico Brude; fl. IX secolo) è stato sovrano dei Pitti attorno all'842 circa all'845.
Fu rivale di Kenneth MacAlpin. Secondo la Cronaca dei Pitti, era figlio di Fokel o Uuthoil.